# Gustave Van de Woestyne

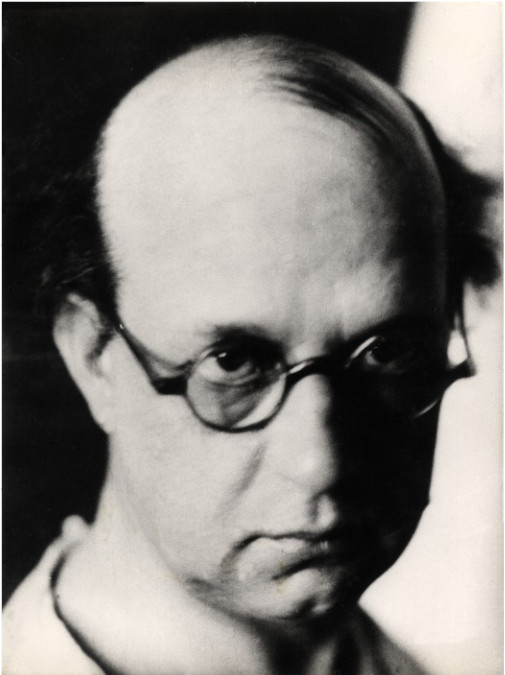
Gustave van de Woestijne in zijn Mechelse periode, c. 1921

Gustave Van de Woestijne(Gent, 2 augustus 1881 – Ukkel, 21 april 1947) was een Belgisch kunstschilder. Hij was de broer van de dichter Karel van de Woestijne en de vader van de schilder Maxime Van de Woestijne (1911-2000) en de componist David Van de Woestijne (1915-1979). Zijn oeuvre staat geboekstaafd als symbolistisch, neorealistisch, expressionistischmet soms zelfs een snuifje surrealisme. 

## Biografie

### Een zoekende kunstenaar
Gustave werd geboren in Gent als derde zoon van Alexander Van de Woestijne en Antigona Sielbo. Hij volgde les aan de Gentse Koninklijke Academie voor Schone Kunsten waar hij les kreeg van onder anderen Jean Delvin. Hij bezocht als student vaak het Museum voor Schone Kunsten in Gent, waar hij verschillende studies maakte. Toen hij ziek werd, besliste grote broer Karel om naar Sint-Martens-Latem te gaan verhuizen. Door de gezonde buitenlucht raakte Gustave er rap boven op. Daar maakte hij kennis met George Minne, een groot voorbeeld voor Gustave. Hij leerde er ook Valerius De Saedeleer, Albijn Van den Abeele en vele andere kunstenaars kennen. Zij vormden, samen met Karel en Gustave Van de Woestijne, de kern van de zogenaamde eerste groep van Sint-Martens-Latem, ook Latemse school genoemd.

### Een opgemerkte kunstenaar

De twee lentes, 1910, Koninklijk Museum voor Schone Kunsten Antwerpen

In 1905 trad hij in in de Abdij van Keizersberg, het benedictijnenklooster in Leuven. Hier bleef hij slechts een paar weken, en hij hernam zijn eerste roeping van de beeldende kunst. Hij werd al vroeg opgemerkt en kon deelnemen aan internationale tentoonstellingen in Amsterdam, Den Haag en Venetië. In 1908, het jaar waarin zijn vader overleed, trouwde hij met Prudence De Schepper, een boerendochter uit Latem, met wie hij vijf kinderen had. Hij woonde tot 1909 in Latem en verhuisde daarna, samen met Valerius De Saedeleer naar Tiegem, waar hij tot 1913 woonde. In datzelfde jaar bezocht hij met De Saedeleer Florence. In het begin van de oorlog trok hij samen met het gezin van De Saedeleer op vlucht naar Wales. Hij maakte naam in Londen en die stad beviel hem. Dat deed hem op het einde van de oorlog zelfs even twijfelen aan een terugkeer naar België.

### Een monumentale kunstenaar
Vanaf 1925 verbleef hij in Mechelen, waar hij benoemd werd tot directeur van de Koninklijke Academie voor Beeldende Kunsten. Hij was ook docent schilderkunst aan het Nationaal Hoger Instituut voor Schone Kunsten te Antwerpen. Van 1928 tot 1931 doceerde hij het vak monumentale schilderkunst aan het Hoger Instituut voor Sierkunsten van Ter Kameren in Brussel. Hij bleef echter, ondanks deze officiële opdrachten, een avant-gardist. Hij was onder andere te gast in de Brusselse galerie Le Centaure en kreeg in 1929 zelfs een solotentoonstelling in het Brussels Paleis voor Schone Kunsten. Hij maakte samen met onder anderen Gustave De Smet en Frits Van den Berghe deel uit van de kunstkring Les 9. Met hen werd hij tien jaar later lid van de kring Les Compagnons de l’Art. Vanaf 1928 kreeg hij hulp en ondersteuning van het Brusselse echtpaar David en Alice van Buuren. Voor hen maakte hij een grote hoeveelheid werk. De grootste openbare collectie van Gustaves werk is overigens te zien in het Museum van Buuren in Ukkel,waarvan Gustaves dochter de eerste conservator werd.

Stilleven met peren en een blauwe vaas, 1937, privéverzameling

## Stijl en evolutie
Van de Woestijne was een introverte en religieus geïnspireerde kunstenaar. In zijn vroege, symbolische werk is de invloed van de prerafaëlieten terug te vinden. De herhaalde bezoeken met zijn broer Karel aan de tentoonstelling van de Vlaamse Primitieven te Brugge in 1902, hebben zijn stijl sterk beïnvloed. Die invloed van de oude meesters zien we vooral in zijn talrijke portretten. Vermoedelijk in navolging van Pieter Bruegel de Oudere plaatste Van de Woestijne zijn religieuze taferelen dikwijls in de landelijke Leiestreek. Na zijn terugkeer uit Groot-Brittannië evolueerde zijn werk naar een eigen vorm van expressionisme, waarbij zijn schilderwijze niettegenstaande de gebruikte vervorming realistisch blijft. In 1909 illustreerde hij Stijn Streuvels‘ bewerking van de Reinaert, bewerking die verscheen als Duimpjesuitgave in de bekende reeks Duimpjes van Victor de Lille. In 1979 verscheen, postuum, het boek Karel en ik - Herinneringen.

## Oeuvre
Het volledige oeuvre van Van de Woestijne beslaat naar schatting 400 werken. Enkele daarvan zijn spoorloos. Zijn bekendste werken:
- De slechte zaaier, 1908, Collectie De Bode
- De twee lentes, 1910, Antwerpen, Koninklijk Museum voor Schone Kunsten
- Portret van Prudence De Schepper, vrouw van de kunstenaar', 1910, Gent, Museum Voor Schone Kunsten
- Boer of Avond, 1910, Gent, Museum Voor Schone Kunsten
- Boerinnetje, 1913, Gent, Museum Voor Schone Kunsten
- Moeder en kind, 1913, Athene, verzameling George Economou (Griekenland)
- Portret van Koning Albert I, 1914, Brussel, Koninklijke Bibliotheek van België, prentenkabinet
- Ingeduffelde boer, 1915, Deurle, Museum Dhondt-Dhaenens
- De slapers, 1918, Antwerpen, Koninklijk Museum voor Schone Kunsten
- De kindertafel, 1919, Ukkel, Museum Van Buuren
- De likeurdrinksters, 1922, Antwerpen, Koninklijk Museum voor Schone Kunsten
- Gaston en zijn zuster, 1923, Antwerpen, Koninklijk Museum voor Schone Kunsten
- Fuga, 1923, Den Haag, Gemeentemuseum Den Haag
- Fuga, 1925, Gent, Museum Voor Schone Kunsten
- Christus offert zijn bloed, 1925, Brussel, Koninklijke Musea Voor Schone Kunsten
- Het laatste avondmaal, 1927, Brugge, Groeningemuseum
- De blinde papeter, 1928, Brussel, Belgische senaat
- De moeder en haar kind, 1928, Spanbroek, Scheringa Museum voor Realisme
- Christus in de woestijn, 1939, Gent, Museum Voor Schone Kunsten

## Galerij

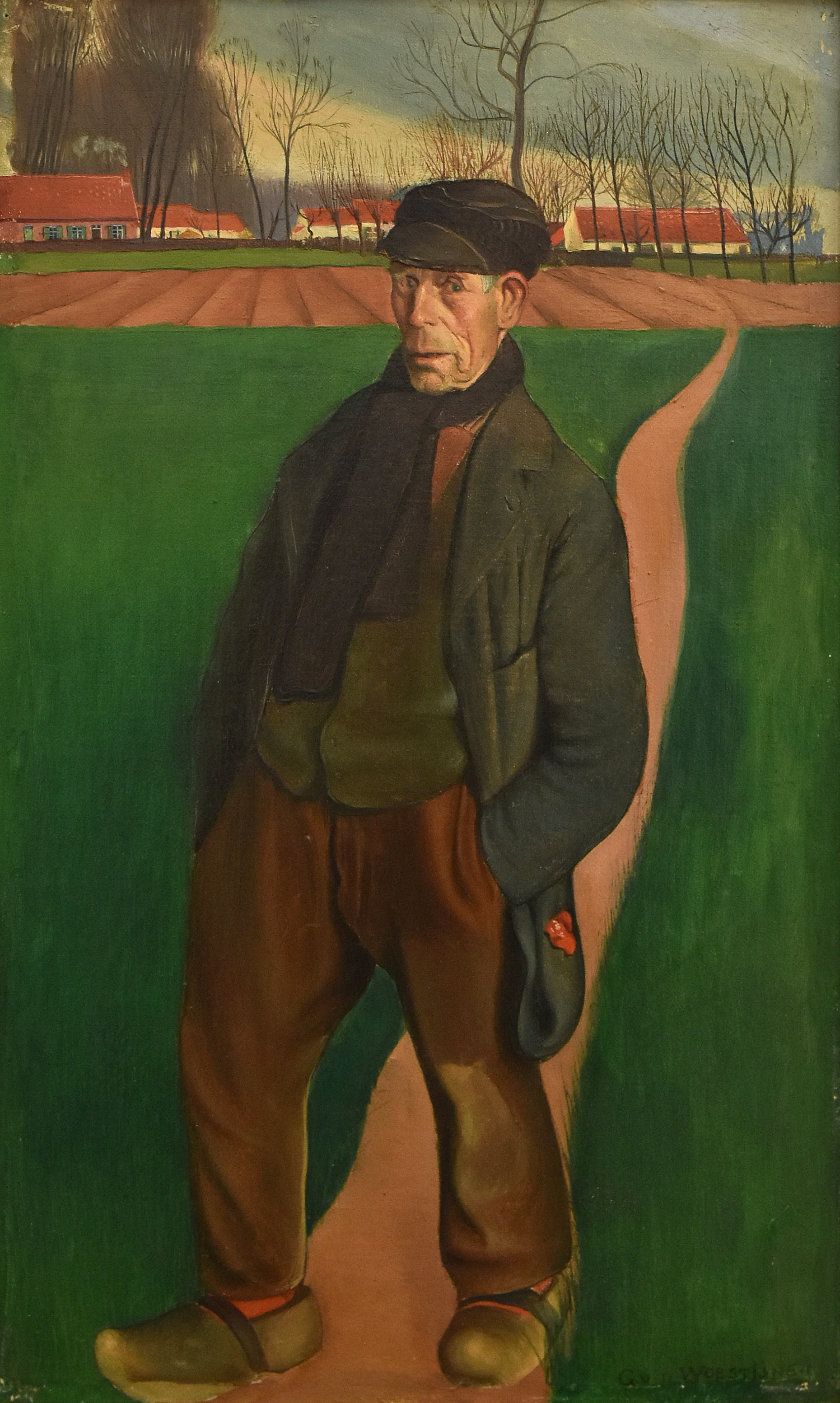
Deeske, 1902, Museum voor Schone Kunsten, Gent
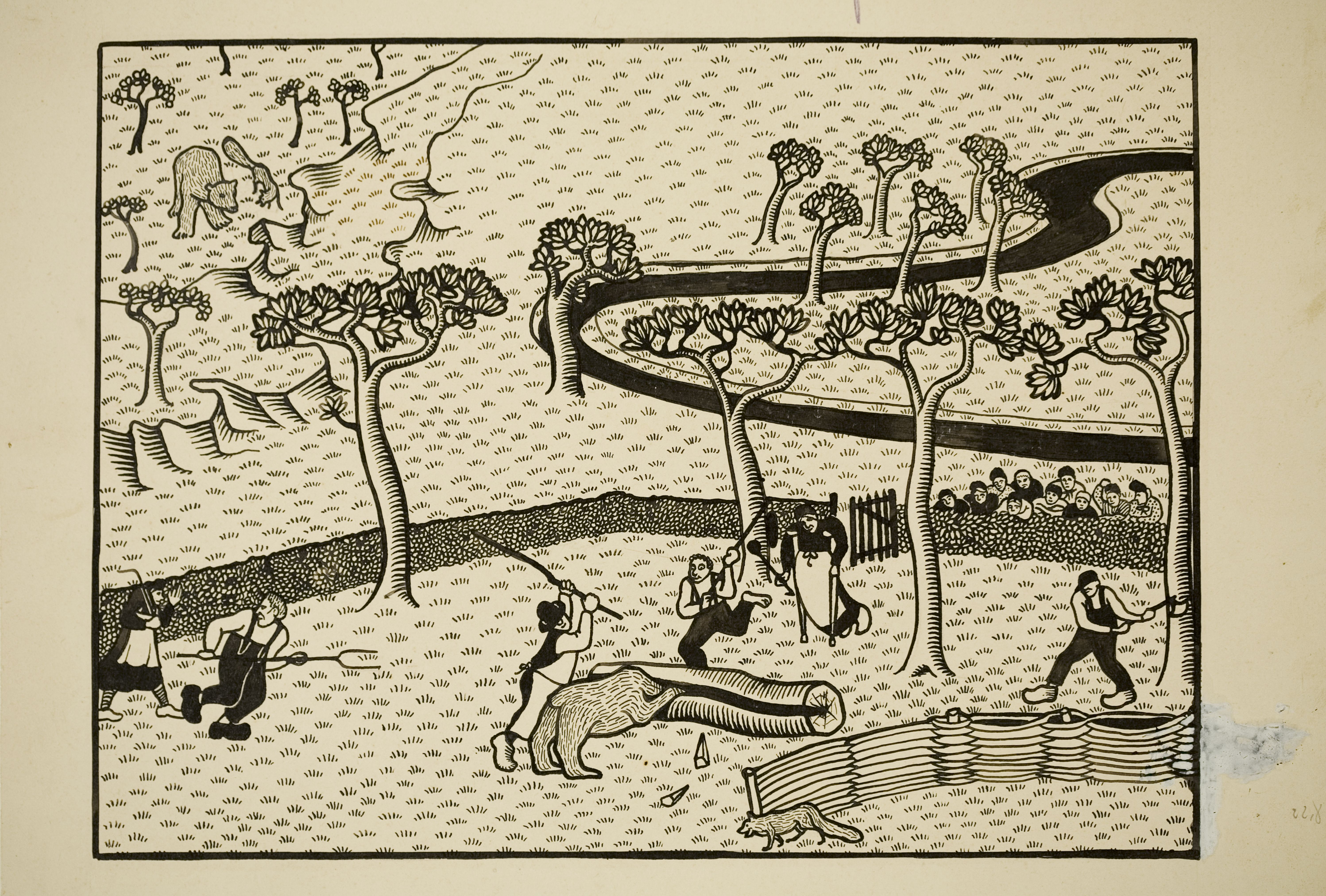
Hoe Reinaert zich bedenkt en daarna Bruin vriendelijk ontvangt en hem vertelt van den honing, c. 1908, Museum voor Schone Kunsten, Gent
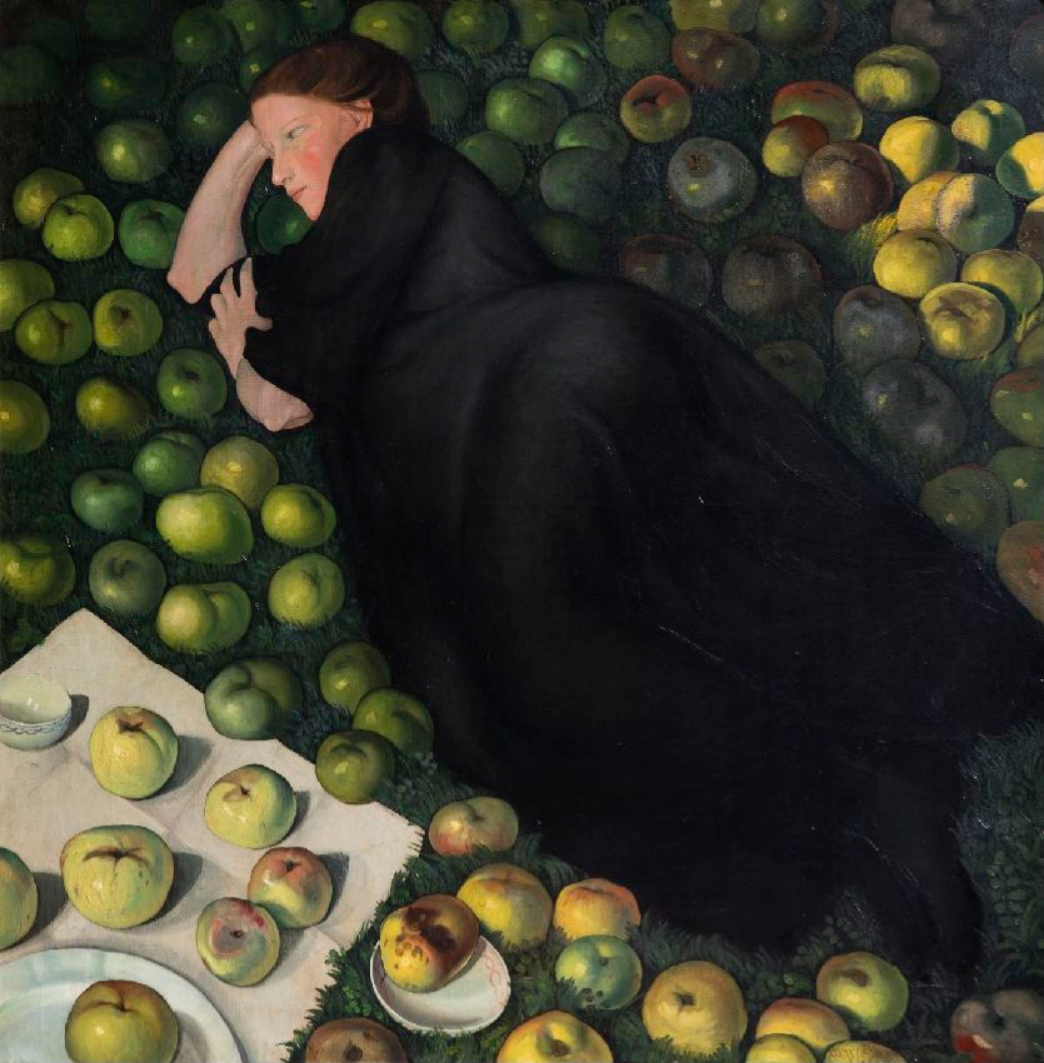
Rijpheid, 1910, Museum van Buuren
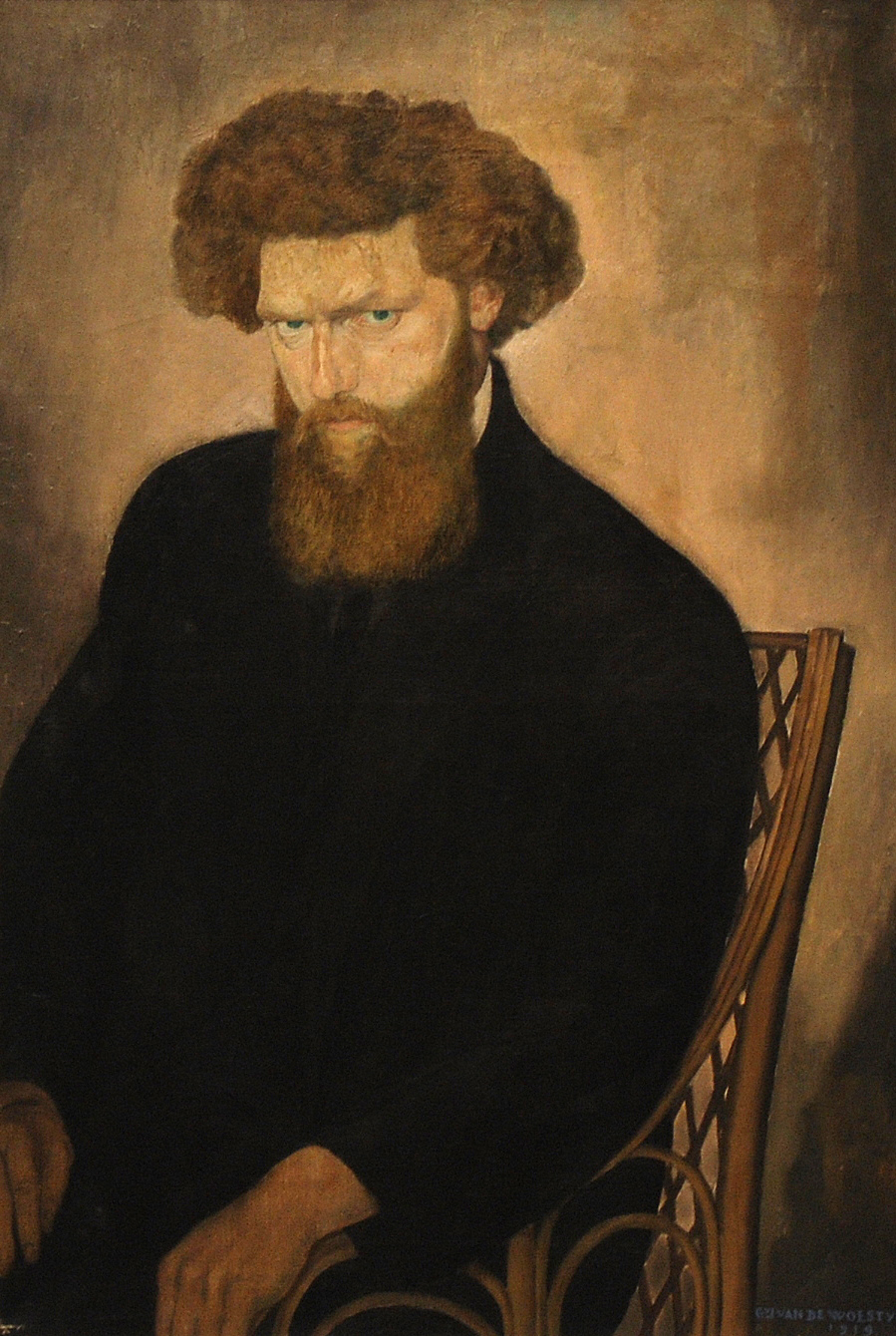
Portret van Fabrice Polderman, 1916, Museum voor Schone Kunsten, Gent
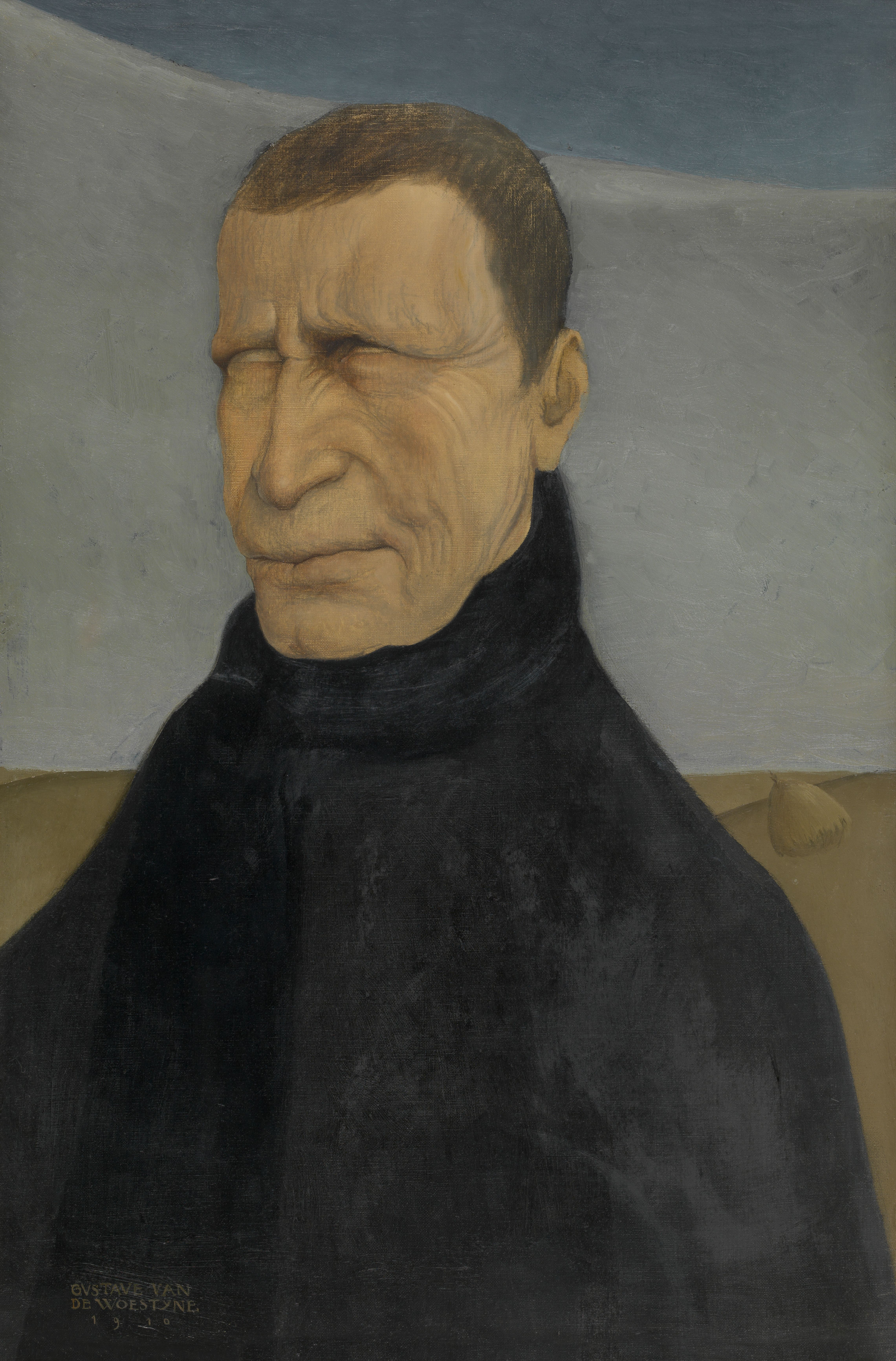
De blinde, 1910, Koninklijk Museum voor Schone Kunsten Antwerpen
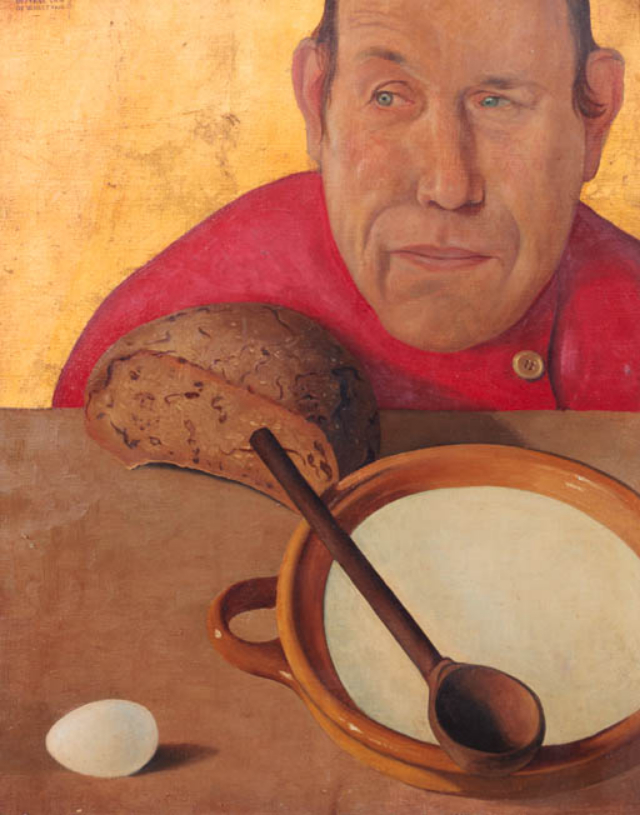
De papeter, 1911, privéverzameling
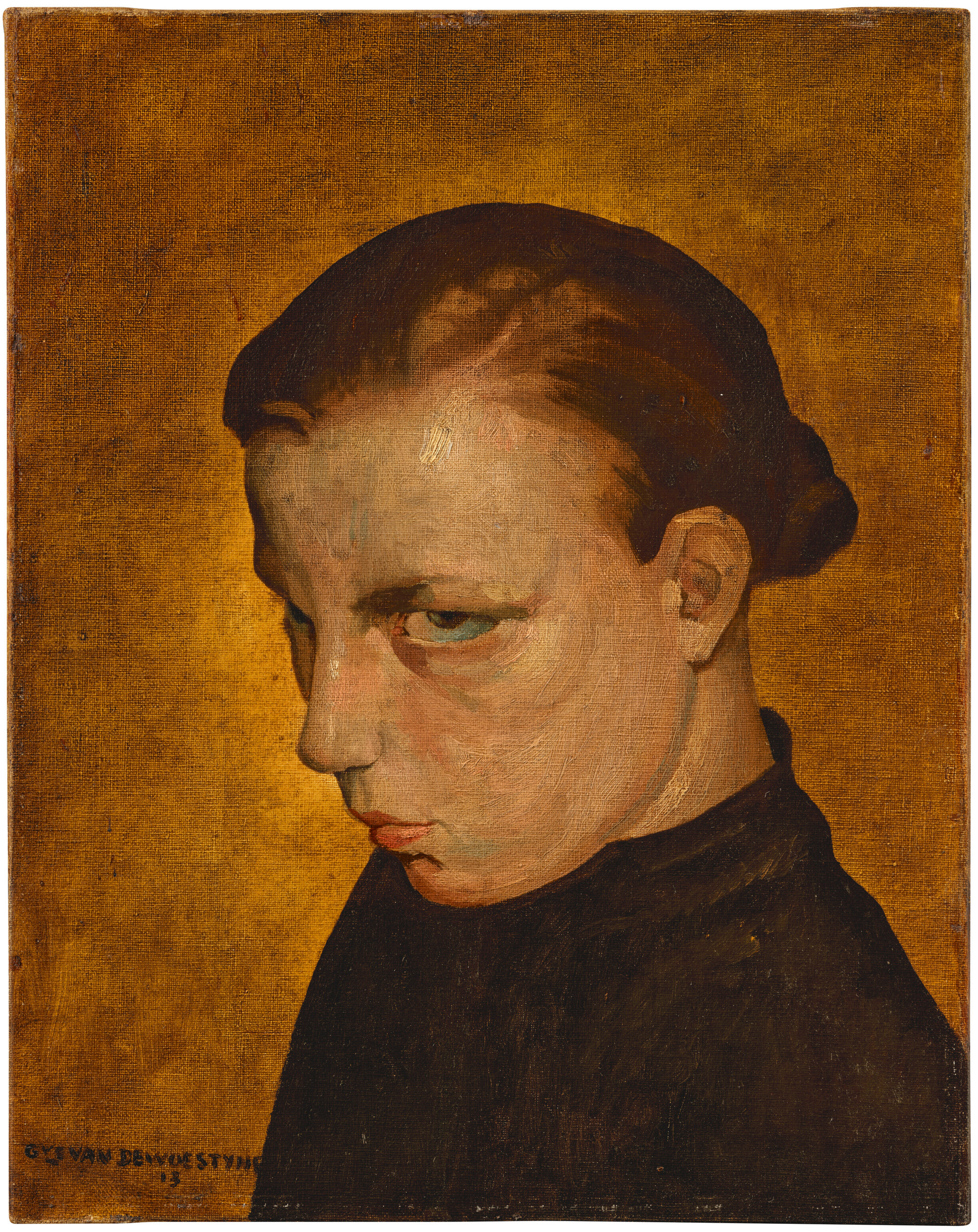
Angèle, 1913, privéverzameling
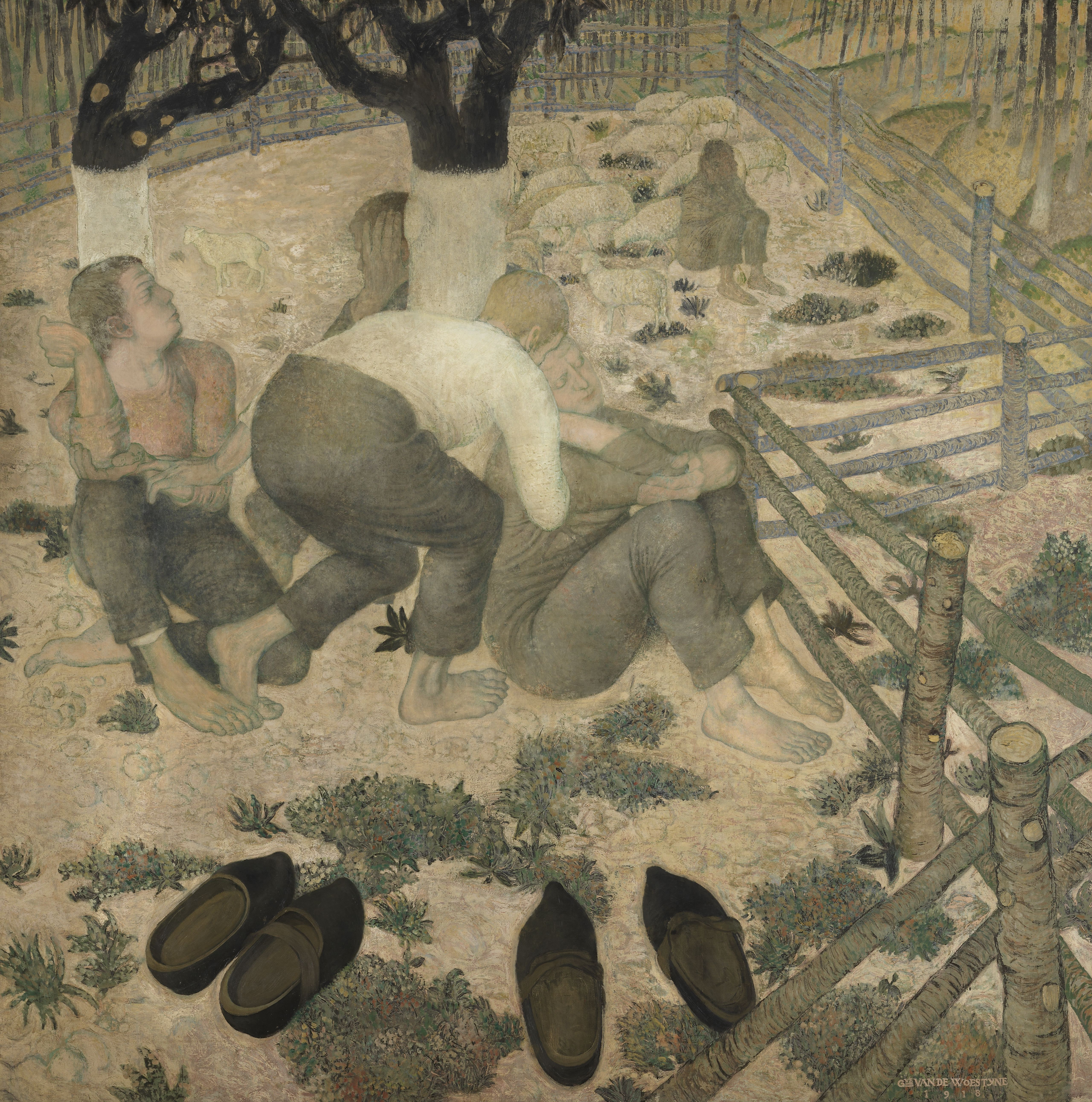
De slapers, 1918, Koninklijk Museum voor Schone Kunsten Antwerpen
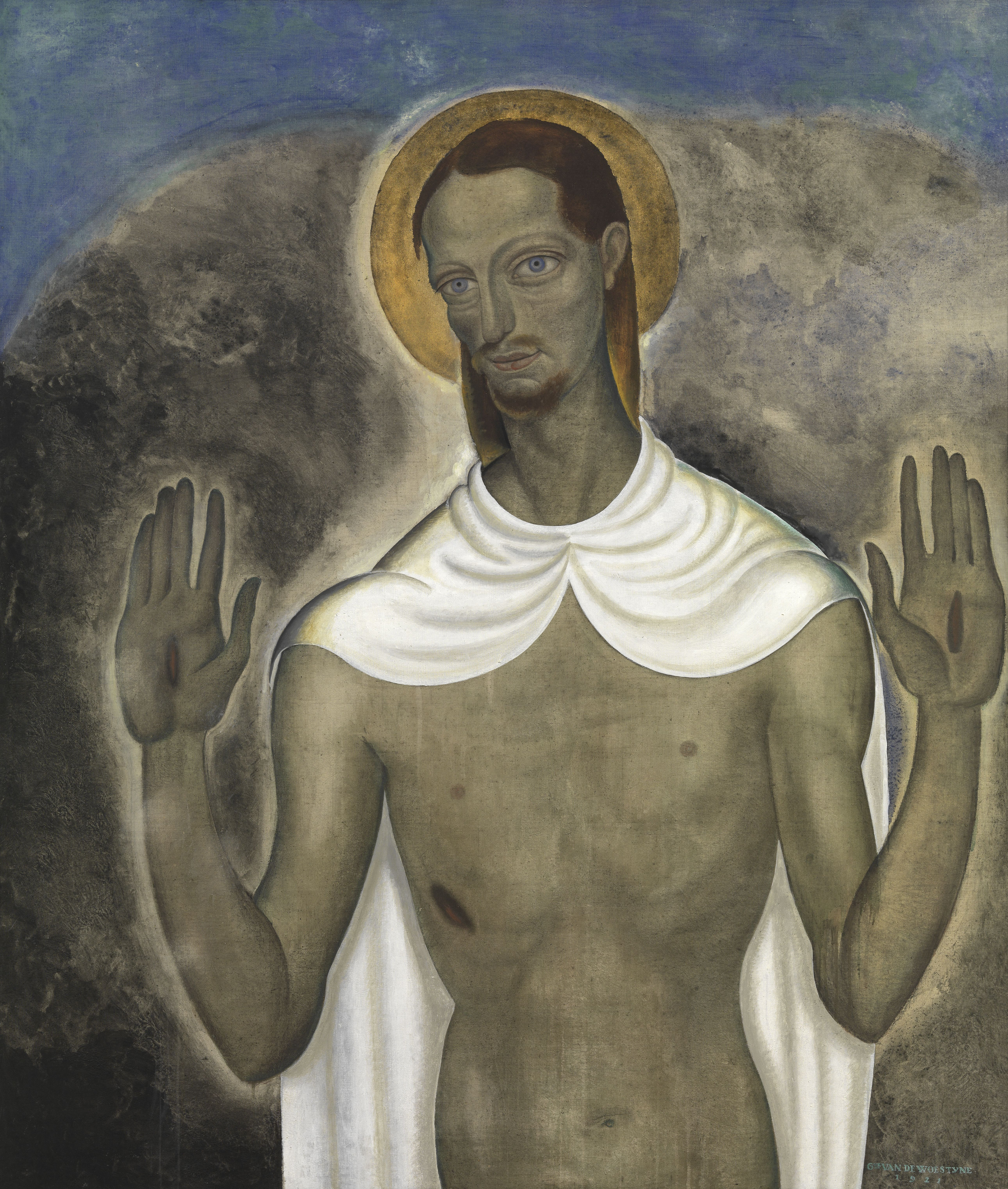
Christus toont zijn wonden, 1921, Koninklijk Museum voor Schone Kunsten Antwerpen
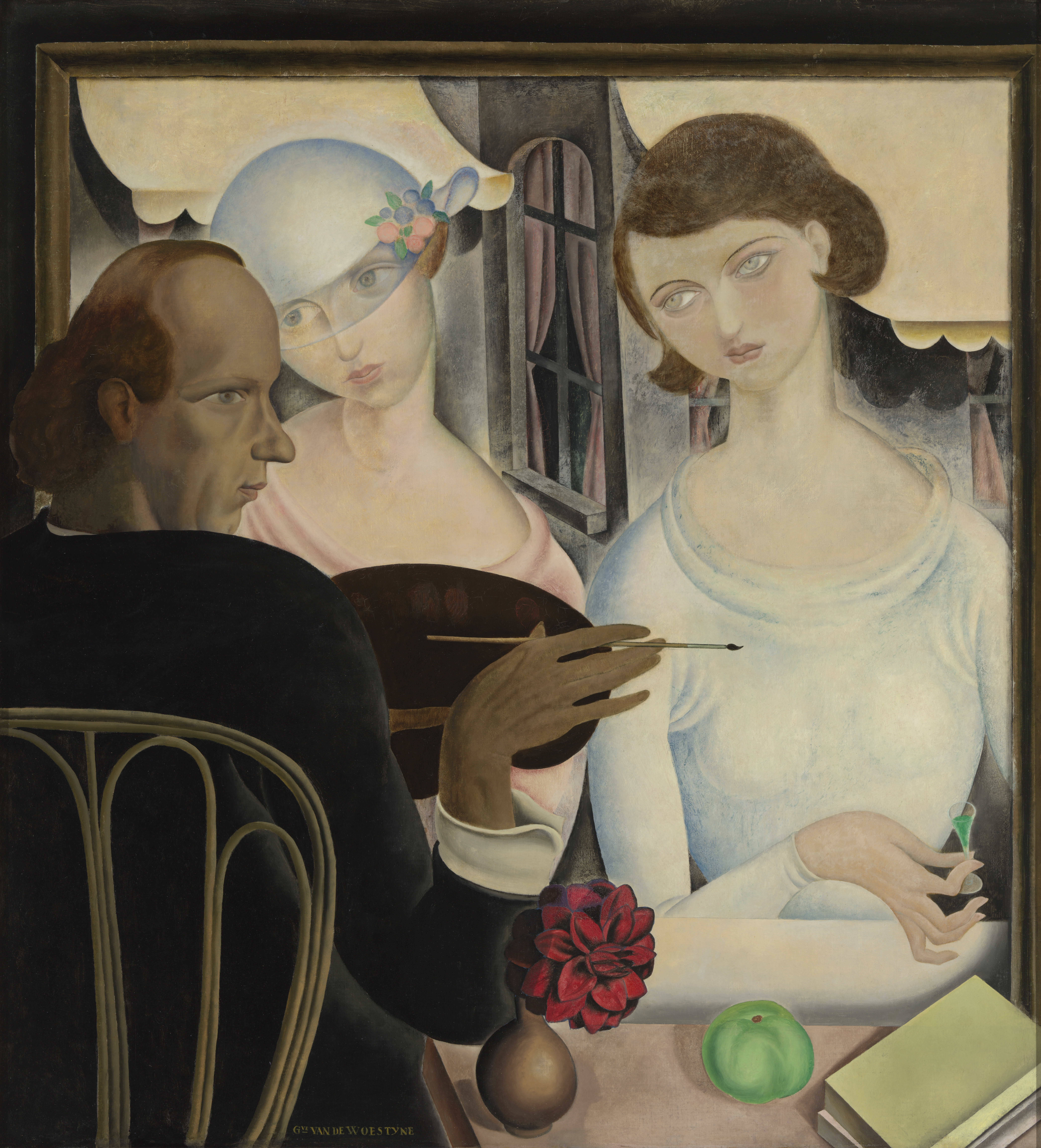
De likeurdrinksters, 1922, Koninklijk Museum voor Schone Kunsten Antwerpen
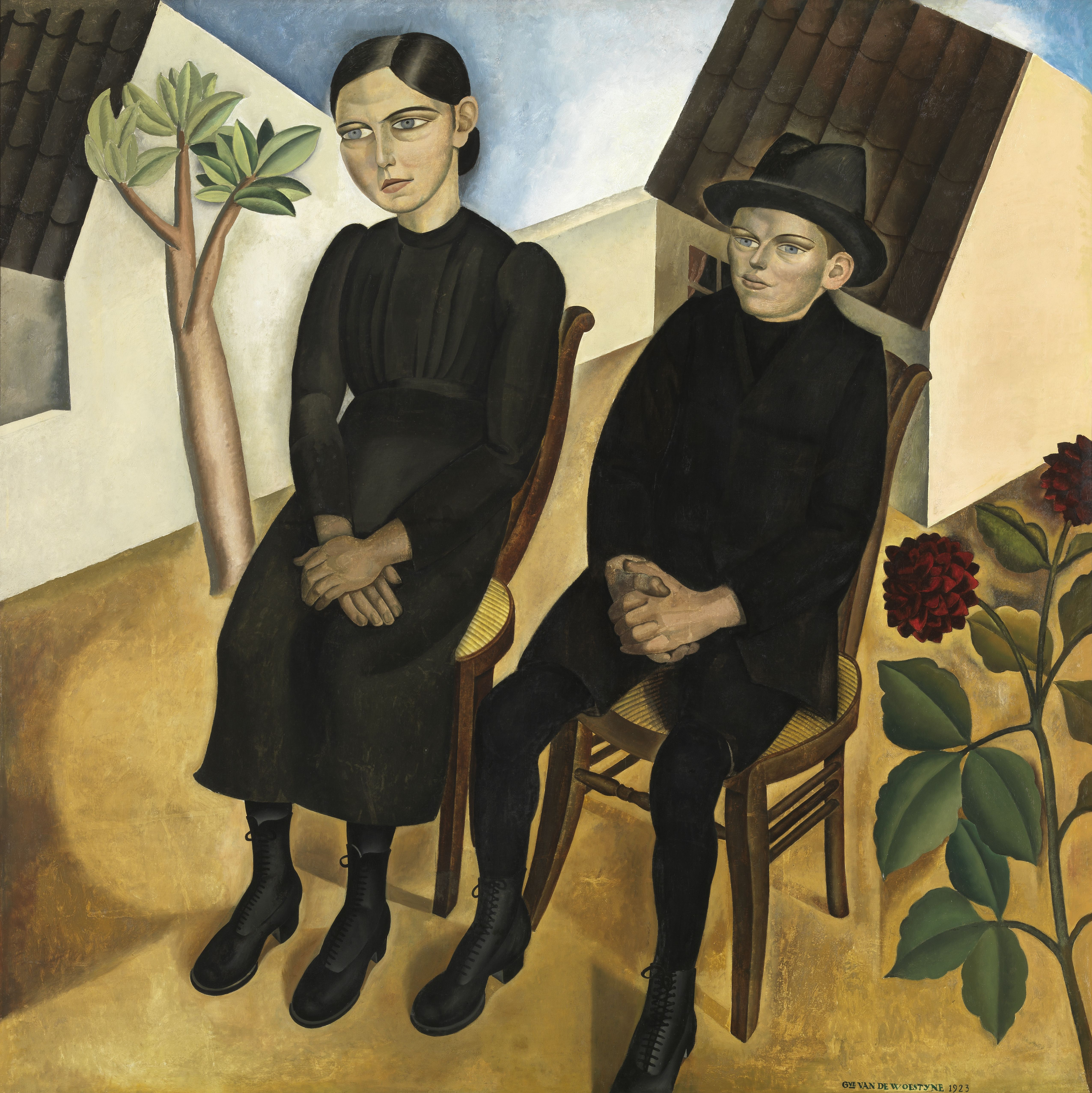
Gaston en zijn zuster, 1923, Koninklijk Museum voor Schone Kunsten Antwerpen
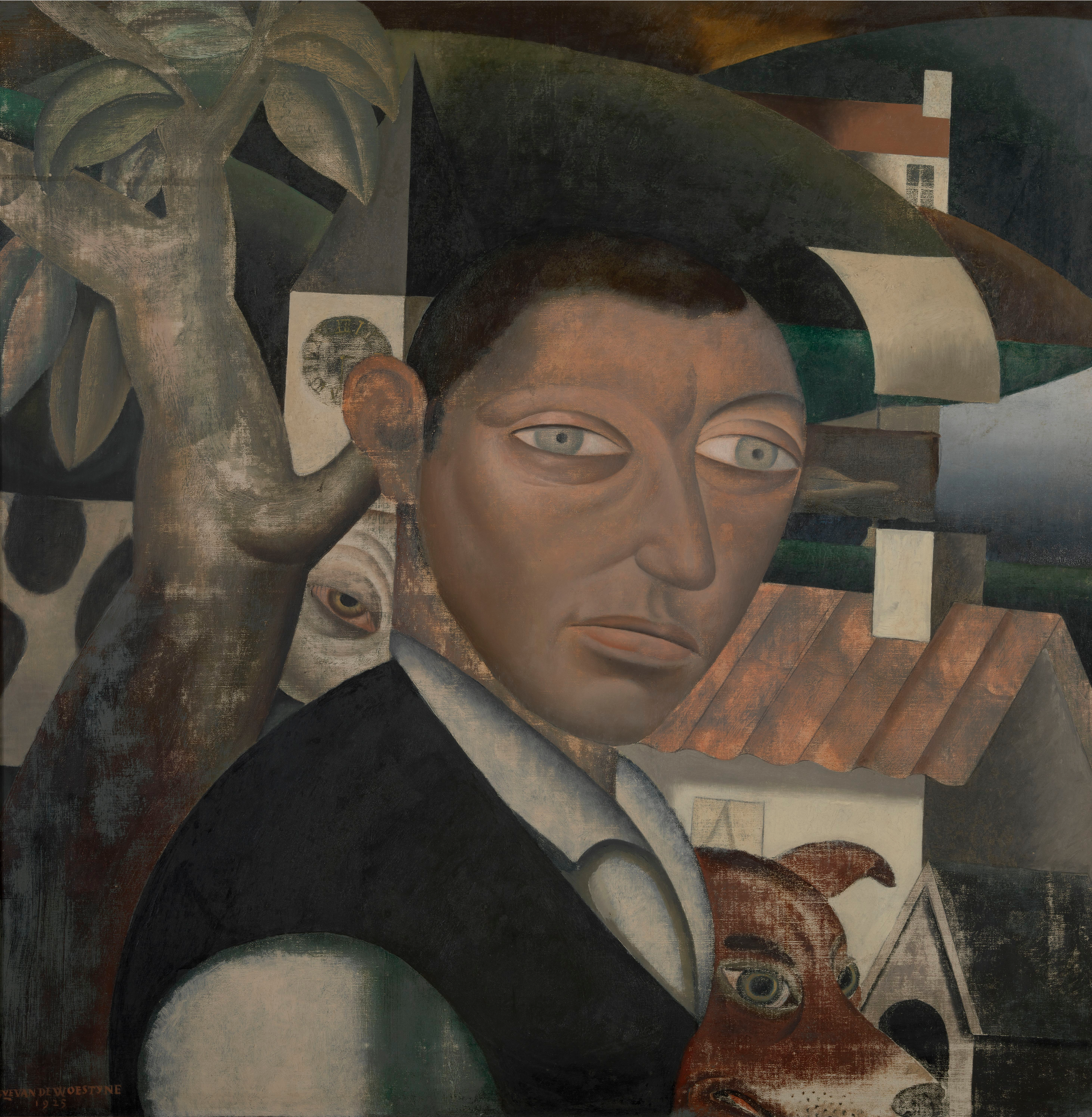
Fuga, 1925, Museum voor Schone Kunsten, Gent
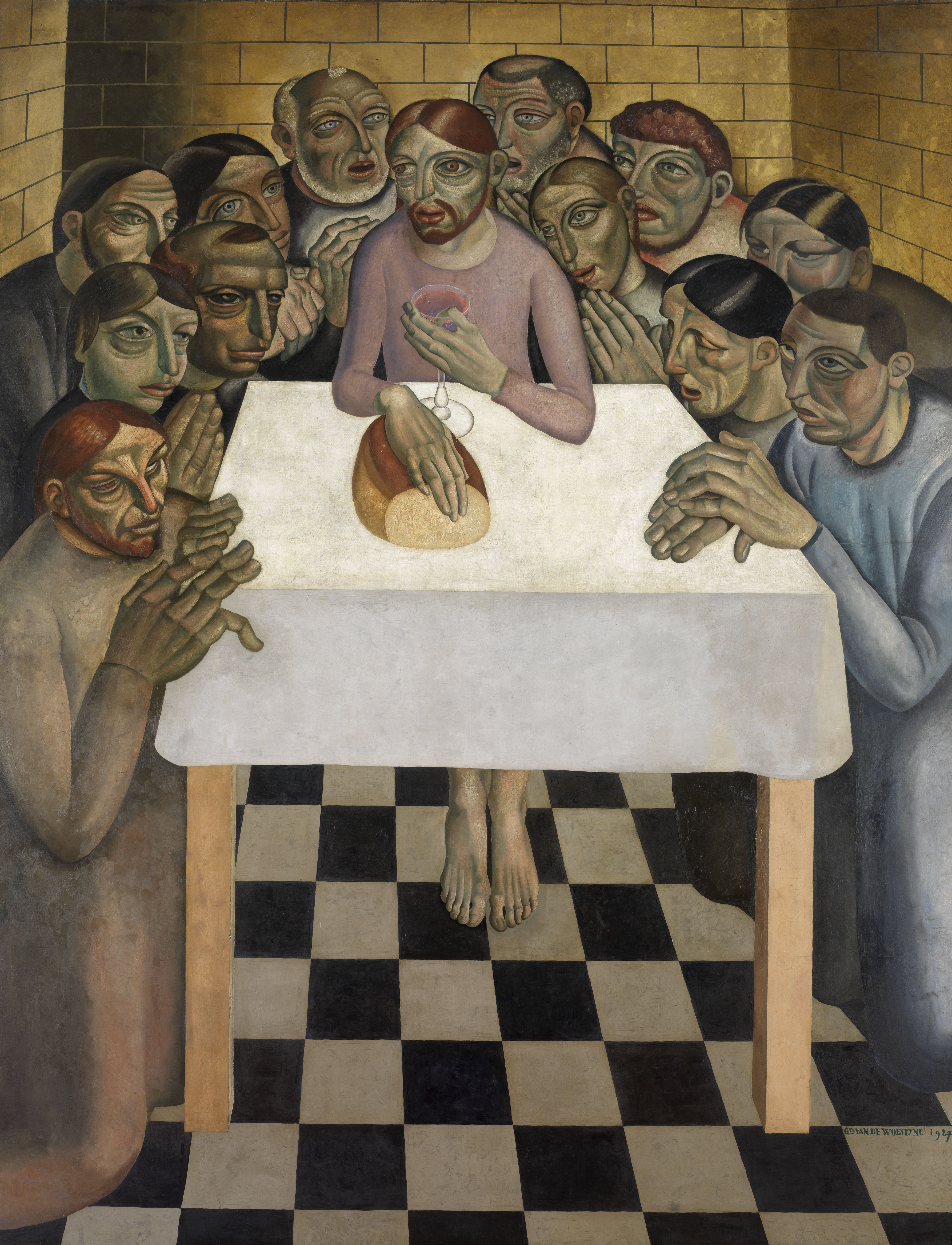
Laatste Avondmaal, 1927, Groeningemuseum
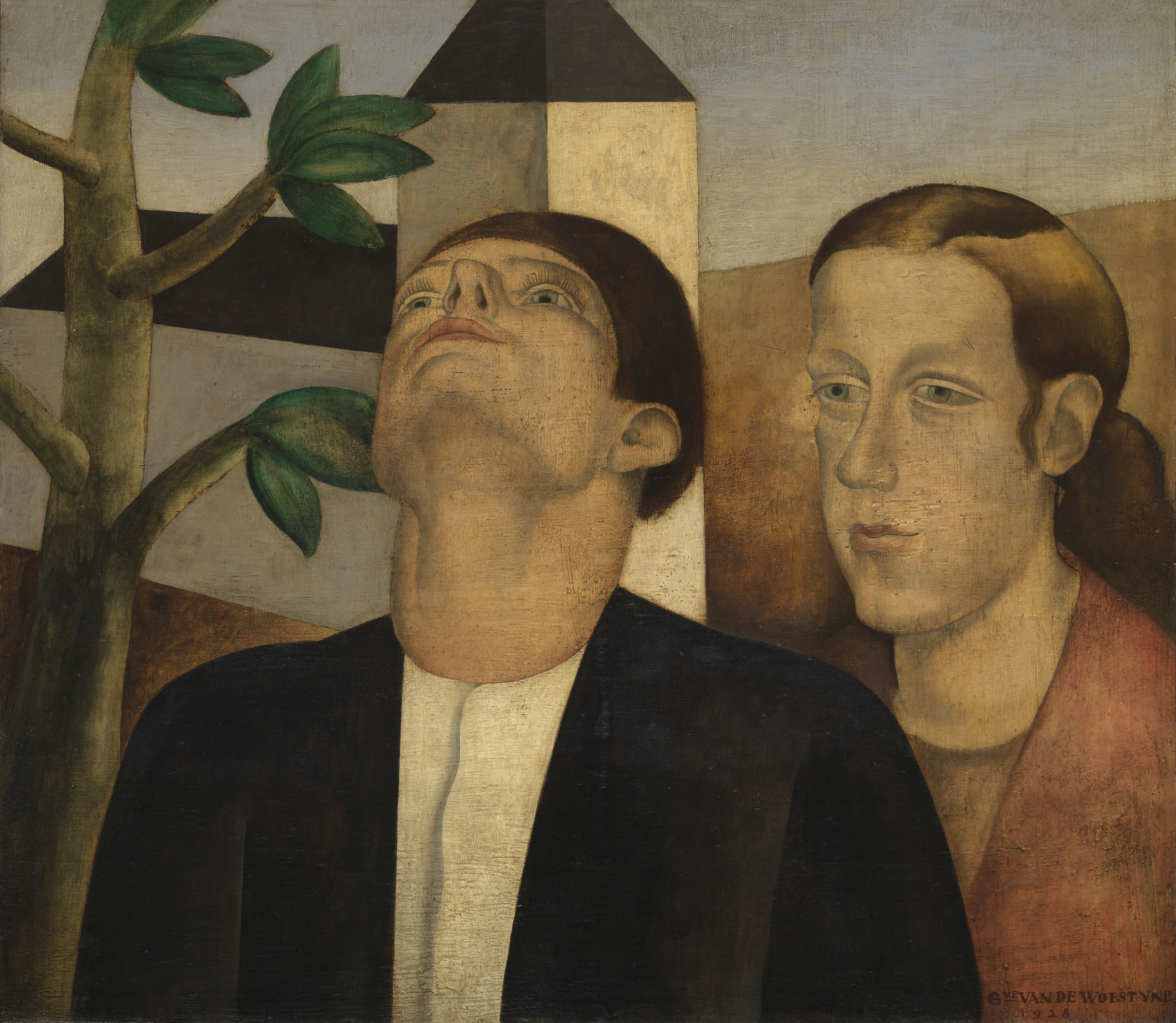
Azuur, 1928, Koninklijk Museum voor Schone Kunsten Antwerpen
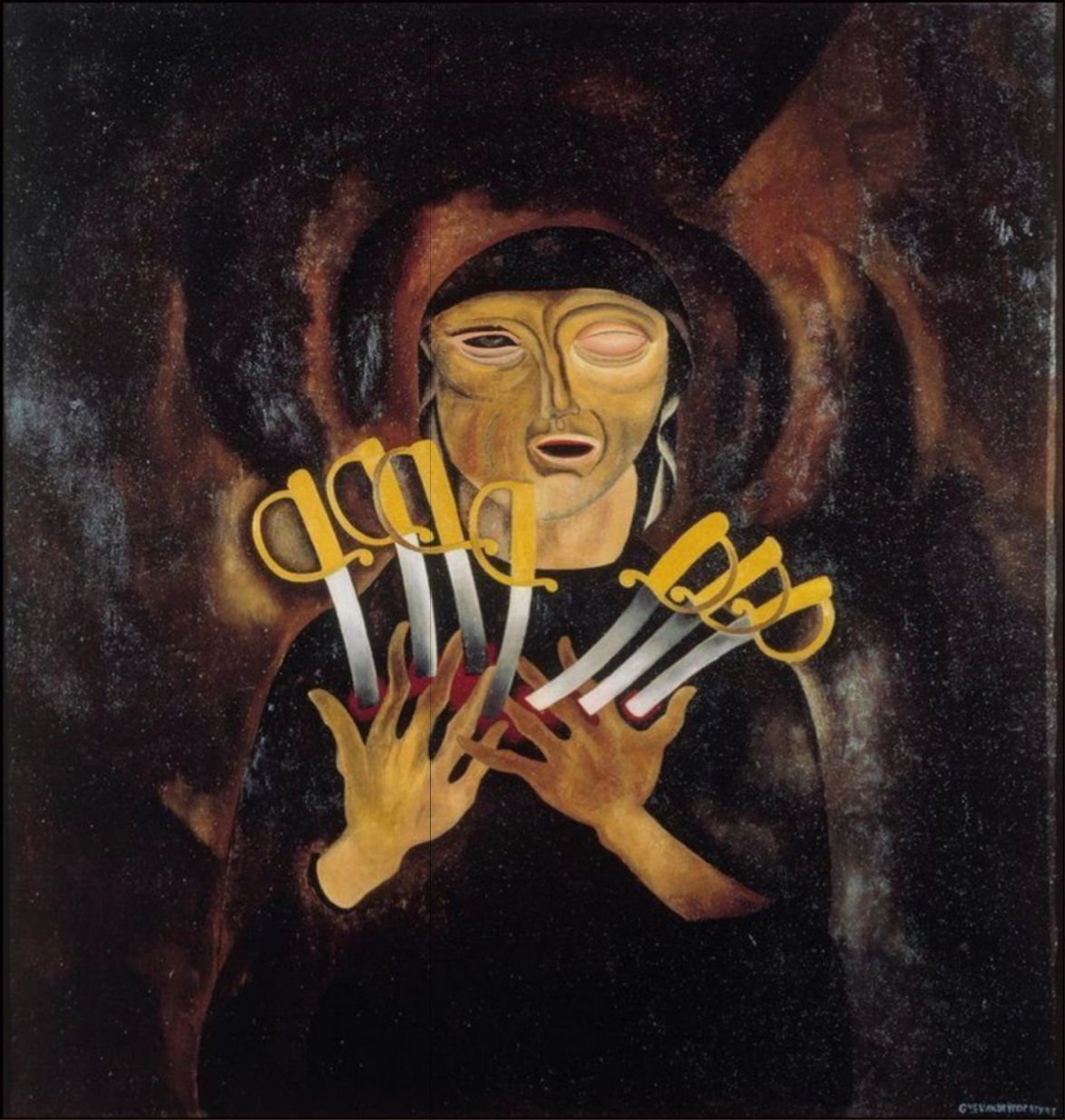
Onze-Lieve-Vrouw van Zeven Smarten, 1925, privéverzameling

## Tentoonstellingen
- 1927, Hamburg, Kunsthalle, Europäische Kunst der Gegenwart, Zentenaraustellung des Kunstvereins Hamburg (cat. 16a 'Junges Mädschen')